# Heath Herring
Heath Herring (Waco, 2 de março de 1978) é um ex-lutador americano de artes marciais mistas aposentado, ficou popular competindo na organização japonesa Pride FC e na americana Ultimate Fighting Championship.

## Background
Herring nasceu em Waco, Texas e cresceu um Amarillo, Texas. Sua mãe é uma psicóloga que trabalha para o sistema carcerário do Texas e seu pai é um advogado que possui dois escritórios de advocacia diferentes. Herring foi a Amarillo High School e se destacou no futebol enquanto era perseguido pelo treinador de wrestling da escola para tentar wrestling. Herring inicialmente resistiu, mas em seu último ano, Herring começou no wrestling e se classificou como um dos dez melhores wrestlers no estado para o Campeonato Estadual. Logo depois, ele começou a praticar sambo. Herring começou a treinar para lutar artes marciais mistas quando ele se formou no colegial aos 18 anos, mas também continuou com sua carreira no futebol como ponta defensivo para na Divison II para a West Texas A&M University, apesar de ele não finalizar a faculdade.

## Carreira no MMA

### Pride Fighting Championships
Herring é um veterano de longa data do Pride, onde ele fez 17 lutas. Ele participou do primeira luta pelo Cinturão Peso Pesado do Pride na luta contra Antônio Rodrigo Nogueira, onde ele perdeu por decisão unânime. Apesar da derrota para Nogueira pelo título, ele foi considerado o candidato n°1 até sua derrota no primeiro round para Fedor Emelianenko. Herring ficou popular com o público japonês pelo seu estilo de cabelo único e as cores, também por um casaco de espanador e chapéu de cowboy durante sua entrada no ring.
Ele deixou o Pride no fim de 2004 devido à disputas de gestão.

### Beijo no New Year's Eve
Em 31 de Dezembro de 2005, Herring foi envolvido em um momento memorável do MMA durante o K-1's Dynamite 2005. Durante a encarada pré-luta, seu oponente, Yoshihiro Nakao, inclinou-se e o beijou. Herring reagiu, dando um cruzado de direita no queixo de Nakao, nocauteando-o. Herring foi imediatamente desqualificado e Nakao foi tirado do ring. Pouco tempo depois, um córner de Nakao atacou Herring e uma breve luta se seguiu. Os treinadores de Herring, Ricardo Pires e Sergio Penha lutaram com os treinadores de Nakao antes dos seguranças pararem a luta. O resultado da luta foi mudado pelo K-1 de derrota por desqualificação de Herring para Sem Resultado, como os juízes do K-1 julgaram que o beijo de Nakao e posteriormente o nocaute de Herring ambos foram faltas.

### Ultimate Fighting Championship
Herring foi considerado um pistoleiro para movimentar a categoria dos pesados do UFC. Ele perdeu para Jake O'Brien por decisão unânime no UFC Fight Night: Evans vs. Salmon em sua estréia no UFC.
Em 7 de Abril de 2007, no UFC 69 Heath enfrentou o finalista do The Ultimate Fighter 2 nos pesados Brad Imes. Herring ganhou a luta por decisão unânime.
No UFC 73, Herring perdeu por decisão unânime para Antônio Rodrigo Nogueira, mas não sem antes acertar um chute de esquerda na cabeça de Nogueira no fim do primeiro round. Nogueira foi ao chão, visivelmente atordoado, mas Herring não foi pra cima e tentou finalizar a luta, optando por levantar-se logo após o chute e acenou para Nogueira se levantar também. O árbitro mandou Noguiera levantar após uma breve agitação no chão, dando a Herring a vantagem, mas Herring não foi capaz de finalizar a luta no primeiro round.
No UFC 82 Heath ganhou em uma decisão dividida contra o contender em ascensão Cheick Kongo. Enquanto ambos eram considerados strikers, a maioria da luta aconteceu no chão. Após a luta, Heath disse que ele não ficou feliz com a luta, ele queria dar aos fãs uma luta em pé e Kongo recusou trocar com ele. Herring também disse após a luta que ele não treinou para o jogo de chão.
Herring enfrentou Brock Lesnar no UFC 87 após Mark Coleman foi forçado a se retirar da luta devido a uma lesão no joelho. A luta durou os 3 rounds e Lesnar foi declarado vencedor por decisão unânime. Herring levou um knockdown no começo do primeiro round com um direto de direita. De acordo com o perfil oficial de Heath Herring no Facebook em uma nota com o título "6 Meses para Descansar", Herring disse que havia quebrado o osso orbital no primeiro soco da luta. Herring era esperado para enfrentar Cain Velasquez no UFC 99, mas foi obrigado a se retirar da luta devido a uma doença não revelada.
Herring disse em Novembro de 2010 que ele queria lutar o mais cedo possível. Ele ainda tinha contrato com o UFC e esperava fazer se retorno.
Em Setembro de 2011, respondendo a uma questão feita no Twitter, o presidente do UFC Dana White comentou que Herring "...se aposentou após a luta contra Lesnar".
Herring assumiu o hobby de jogar poker desde sua aposentadoria no MMA.

## Cartel no MMA
| Res.    | Cartel    | Oponente                 | Método                                 | Evento                                         | Data       | Round | Tempo | Local                  | Notas                                                         |
| ------- | --------- | ------------------------ | -------------------------------------- | ---------------------------------------------- | ---------- | ----- | ----- | ---------------------- | ------------------------------------------------------------- |
| Derrota | 28–14 (1) | Brock Lesnar             | Decisão (unânime)                      | UFC 87: Seek and Destroy                       | 09/08/2008 | 3     | 5:00  | Minneapolis, Minnesota |                                                               |
| Vitória | 28–13 (1) | Cheick Kongo             | Decisão (dividida)                     | UFC 82: Pride of a Champion                    | 01/03/2008 | 3     | 5:00  | Columbus, Ohio         |                                                               |
| Derrota | 27–13 (1) | Antônio Rodrigo Nogueira | Decisão (unânime)                      | UFC 73: Stacked                                | 07/07/2007 | 3     | 5:00  | Sacramento, California |                                                               |
| Vitória | 27–12 (1) | Brad Imes                | Decisão (unânime)                      | UFC 69: Shootout                               | 07/04/2007 | 3     | 5:00  | Houston, Texas         |                                                               |
| Derrota | 26–12 (1) | Jake O'Brien             | Decisão (unânime)                      | UFC Fight Night: Evans vs. Salmon              | 25/01/2007 | 3     | 5:00  | Hollywood, Florida     |                                                               |
| Vitória | 26–11 (1) | Gary Goodridge           | Nocaute Técnico (socos)                | K-1 Hero's 4                                   | 15/03/2006 | 2     | 1:55  | Tóquio                 |                                                               |
| NC      | 25–11 (1) | Yoshihiro Nakao          | Sem Resultado (ambos cometeram faltas) | K-1 Dynamite!!! 2005                           | 31/12/2005 | 1     | 0:00  | Osaka                  | Herring nocauteou Nakao após ele beijá-lo durante a encarada. |
| Derrota | 25–11     | Sam Greco                | Nocaute Técnico (lesão no joelho)      | K-1 Hero's 1                                   | 26/03/2005 | 1     | 2:24  | Saitama                |                                                               |
| Vitória | 25–10     | Hirotaka Yokoi           | Nocaute (joelhadas)                    | Pride 28                                       | 21/10/2004 | 1     | 1:55  | Saitama                |                                                               |
| Derrota | 24–10     | Antônio Rodrigo Nogueira | Finalização (anaconda choke)           | Pride Critical Countdown 2004                  | 20/06/2004 | 2     | 0:30  | Saitama                |                                                               |
| Vitória | 24–9      | Yoshiki Takahashi        | Nocaute (socos)                        | Pride Total Elimination 2004                   | 25/04/2004 | 1     | 4:53  | Saitama                |                                                               |
| Vitória | 23–9      | Gan McGee                | Decisão (dividida)                     | Pride 27                                       | 01/02/2004 | 3     | 5:00  | Osaka                  |                                                               |
| Vitória | 22–9      | Giant Silva              | Finalização (mata leão)                | Pride Shockwave 2003                           | 31/12/2003 | 3     | 0:35  | Saitama                |                                                               |
| Vitória | 21–9      | Yoshihisa Yamamoto       | Finalização (mata leão)                | Pride Final Conflict 2003                      | 09/11/2003 | 3     | 2:29  | Tóquio                 |                                                               |
| Derrota | 20–9      | Mirko Filipovic          | Nocaute Técnico (golpes)               | Pride 26                                       | 08/06/2003 | 1     | 3:17  | Yokohama               |                                                               |
| Derrota | 20–8      | Fedor Emelianenko        | Nocaute Técnico (interrupção médica)   | Pride 23                                       | 24/11/2002 | 1     | 10:00 | Tóquio                 |                                                               |
| Vitória | 20–7      | Yuriy Kotchkine          | Nocaute Técnico (joelhadas)            | Pride 22                                       | 29/09/2002 | 1     | 7:31  | Nagoya                 |                                                               |
| Vitória | 19–7      | Igor Vovchanchyn         | Decisão (unânime)                      | Pride 19                                       | 24/02/2002 | 3     | 5:00  | Saitama                |                                                               |
| Derrota | 18–7      | Antônio Rodrigo Nogueira | Decisão (unânime)                      | Pride 17                                       | 03/11/2001 | 3     | 5:00  | Tóquio                 | Pelo Cinturão Peso Pesado do Pride.                           |
| Vitória | 18–6      | Mark Kerr                | Nocaute Técnico (joelhadas)            | Pride 15                                       | 29/07/2001 | 2     | 4:56  | Saitama                |                                                               |
| Derrota | 17–6      | Vitor Belfort            | Decisão (unânime)                      | Pride 14                                       | 27/05/2001 | 3     | 5:00  | Yokohama               |                                                               |
| Vitória | 17–5      | Denis Sobolev            | Finalização (keylock)                  | Pride 13                                       | 25/03/2001 | 1     | 0:22  | Saitama                |                                                               |
| Vitória | 16–5      | Enson Inoue              | Nocaute Técnico (golpes)               | Pride 12                                       | 09/12/2000 | 1     | 4:52  | Saitama                |                                                               |
| Vitória | 15–5      | Tom Erikson              | Finalização (mata leão)                | Pride 11                                       | 31/10/2000 | 1     | 6:17  | Osaka                  |                                                               |
| Vitória | 14–5      | Willie Peeters           | Finalização (mata leão)                | Pride 9                                        | 04/06/2000 | 1     | 0:48  | Nagoya                 |                                                               |
| Derrota | 13–5      | Ramazan Mezhidov         | Nocaute Técnico (corte)                | IAFC: Pankration World Championship 2000 Day 2 | 29/04/2000 | 1     | 4:55  | Moscou                 |                                                               |
| Vitória | 13–4      | Rene Rooze               | Desqualificação (excesso de faltas)    | 2 Hot 2 Handle 1                               | 05/03/2000 | 1     | 3:20  | Rotterdam              |                                                               |
| Vitória | 12–4      | Bob Schrijber            | Nocaute Técnico (socos)                | World Vale Tudo Championship 9                 | 27/09/1999 | 1     | 2:19  | Aruba                  |                                                               |
| Vitória | 11–4      | Sean McCully             | Finalização (kimura)                   | World Vale Tudo Championship 9                 | 27/09/1999 | 1     | 0:43  | Aruba                  |                                                               |
| Vitória | 10–4      | Michael Tielrooy         | Finalização (keylock)                  | World Vale Tudo Championship 9                 | 27/09/1999 | 1     | 1:14  | Aruba                  |                                                               |
| Derrota | 9–4       | Bobby Hoffman            | Decisão (unânime)                      | SuperBrawl 13                                  | 07/09/1999 | 2     | 5:00  | Honolulu, Hawaii       |                                                               |
| Vitória | 9–3       | Rocky Batastini          | Finalização (mata leão)                | SuperBrawl 13                                  | 07/09/1999 | 1     | 1:00  | Honolulu, Hawaii       |                                                               |
| Derrota | 8–3       | Alexandre Ferreira       | Decisão (dividida)                     | World Vale Tudo Championship 8                 | 01/07/1999 | 1     | 30:00 | Aruba                  |                                                               |
| Vitória | 8–2       | Kavkaz Soultanmagomedov  | Finalização (socos)                    | World Vale Tudo Championship 8                 | 01/07/1999 | 1     | 1:18  | Aruba                  |                                                               |
| Vitória | 7–2       | Erwin van den Steen      | Finalização (socos)                    | World Vale Tudo Championship 8                 | 01/07/1999 | 1     | 4:33  | Aruba                  |                                                               |
| Vitória | 6–2       | Gabe Beauperthy          | Finalização (chave de braço)           | Bas Rutten Invitational 3                      | 01/06/1999 | 1     | 4:43  | Colorado               |                                                               |
| Vitória | 5–2       | Hoss Carter              | Finalização (keylock)                  | Bas Rutten Invitational 3                      | 01/06/1999 | 1     | 1:07  | Colorado               |                                                               |
| Derrota | 4–2       | Travis Fulton            | Decisão (unânime)                      | Extreme Challenge 24                           | 15/05/1999 | 1     | 12:00 | Salt Lake City, Utah   |                                                               |
| Vitória | 4–1       | Phil Deason              | Finalização (keylock)                  | WVF: Durango                                   | 17/04/1999 | 1     | 0:13  | Durango, Colorado      |                                                               |
| Vitória | 3–1       | Nik Bickle               | Finalização (golpes)                   | WVF: Durango                                   | 17/04/1999 | 1     | 0:32  | Durang, Colorado       |                                                               |
| Vitória | 2–1       | Evan Tanner              | Finalização (mata leão)                | PSDA: PSDA                                     | 22/11/1997 | 1     | 8:20  | Texas                  |                                                               |
| Derrota | 1–1       | Evan Tanner              | Finalizaçã Verbal (cansaço)            | USWF 7: Unified Shoot Wrestling Federation 7   | 18/10/1997 | 1     | 6:19  | Texas                  |                                                               |
| Vitória | 1–0       | Chris Guillen            | Finalização (mata leão)                | USWF 4-Unified Shoot Wrestling Federation 4    | 12/04/1997 | 1     | 6:19  | Amarillo, Texas        |                                                               |